# Michael Kallbäck
Michael Kallback, född 19 mars 1985, uppväxt i Värmländska Degerfors, är en svensk spelaragent som tidigare varit verksam som sportchef i de svenska fotbollsklubbarna Ängelholms FF och IK Brage. 
Som spelaragent representerar han bland annat spelare som Nikola Durdic, Nadia Nadim, Amor Layouni, Johan Bertilsson, Vladimir Rodic, Sofia Jakobsson , Julia Zigiotti Olme, Romain Gall & Marcus Degerlund. Kallbäck var tidig på den svenska marknaden att representera såväl herr- som damspelare. 
Under 2016 så medverkade Kallbäck i den Danska dokumentären "Nadia Nadim Angriber", som visades på Danska DR1 och senare på SVT
Kallbäck medverkade under 2019 i podcasten Studio Allsvenskan, där han bland annat berättade att hans mentor var Hasan Cetinkaya